# Ilse Werner
Ilse Werner (Batavia, 11 juli 1921 – Lübeck, 8 augustus 2005) was een Duits actrice en zangeres. Tijdens de Tweede Wereldoorlog speelde ze de hoofdrol in populaire Duitse films als Die schwedische Nachtigall (1941), waarin ze de ideale Arische vrouw speelde. Na de Tweede Wereldoorlog werd ze dan ook beschuldigd van propaganda voor de nazi's en kreeg ze van de geallieerden een tijdelijk beroepsverbod.

## Levensloop
Ilse Werner werd in 1921 geboren als Ilse Charlotte Still in Batavia, Nederlands-Indië (het huidige Jakarta, Indonesië). Ze was half-Nederlands: haar vader was een Nederlandse koopman. Haar moeder, Lilli Werner was oorspronkelijk Duits. In 1931 verhuisde de familie naar Frankfurt. Ilse stond op jonge leeftijd al op de planken. Ze studeerde bij Max Reinhardt. In 1937 maakte ze haar debuut op toneel, en in 1938 speelde ze in haar eerste film voor de UFA-filmstudio's.
Tijdens de Tweede Wereldoorlog genoten zij en de films waarin ze speelde grote populariteit. Vooral Wunschkonzert, Die schwedische Nachtigall en Wir machen Musik waren grote successen. Ook toonde ze in deze tijd haar zang- en fluittalent. Doordat ze haar medewerking had verleend aan het maken van nazi-films kreeg Ilse na de Tweede Wereldoorlog een beroepsverbod voor vier jaar. Die vier jaar verdiende ze haar brood vooral met het nasynchroniseren van Amerikaanse films.
Van 1948 tot 1956 speelde ze weer in films, maar het succes bleef weg. Na verloop van tijd sloeg ze een geheel andere weg in. Met haar zang- & fluittalent wist ze de aandacht te houden. Met het nummer Baciare scoorde ze in 1960 onder andere in Nederland een top-tienhit. Ook speelde ze nog enkele rollen in het theater en op tv, waaronder in een Duitse soap.
In augustus 2005 stierf Ilse Werner in haar slaap in Lübeck. Ze is 84 jaar oud geworden.

## Filmografie

### Bioscoop
- 1938: Die unruhigen Mädchen
- 1938: Frau Sixta
- 1938: Das Leben kann so schön sein
- 1939: Bel Ami
- 1939: Drei Väter um Anna
- 1939: Ihr erstes Erlebnis
- 1939: Fräulein
- 1940: Bal paré
- 1940: Wunschkonzert
- 1941: Die schwedische Nachtigall
- 1941: U-Boote westwärts!
- 1942: Wir machen Musik
- 1942: Hochzeit auf dem Bärenhof
- 1943: Münchhausen
- 1944: Große Freiheit Nr. 7
- 1945: Das seltsame Fräulein Sylvia
- 1945: Ein toller Tag
- 1948: Leckerbissen (documentaire film met fragmenten uit 18 amusementsfilmen)
- 1949: Geheimnisvolle Tiefe
- 1950: Epilog - Das Geheimnis der Orplid
- 1950: Gute Nacht, Mary/Die gestörte Hochzeitsnacht
- 1951: Königin einer Nacht
- 1951: Mutter sein dagegen sehr
- 1953: Der Vogelhändler
- 1954: Ännchen von Tharau
- 1955: Der Griff nach den Sternen
- 1956: Die Herrin vom Sölderhof
- 1990: Die Hallo-Sisters

### Televisie
- 1942: Wir spenden Freude (amusement– televisiezender Paul Nipkow, tot 1944)
- 1952: Eine nette Bescherung
- 1955: Sie können sich sehen lassen
- 1965: Die Bräute meiner Söhne (13 afleveringen)
- 1966: Eine kleine Harmonielehre
- 1968: Familie Musici
- 1971: Glückspilze
- 1979: Noch ’ne Oper
- 1983: Haus Vaterland
- 1987: Ein heikler Fall - Die vitrine
- 1989: Rivalen der Rennbahn (11 afleveringen)
- 1989: Forstinspektor Buchholz
- 1990: Roda Roda (1 aflevering)
- 1991: Praxis Bülowbogen (gastoptreden)
- 1994: Briefgeheimnis
- 1996: Neues vom Süderhof (gastoptreden)
- 1996: Alles wegen Robert de Niro
- 1997: Großstadtrevier – Der G-Man
- 1998: Hallo, Onkel Doc! – Albert (gastoptreden in episode 56)
- 1998: Eine Frau mit Pfiff
- 2000: Tatort – Bittere Mandeln
- 2001: Für alle Fälle Stefanie - Immer wieder Dienstag
- 2003: Alfredissimo! (1 aflevering)

## Toneeloptredens
- 1935: Glück, Theater in der Josefstadt, Wien
- 1952 Europa und der Stier, Kleines Theater im Zoo, Frankfurt
- 1969: Der König und ich (musical), Stadttheater Bremerhaven
- 1973: Wir sind noch einmal davongekommen, (drama) van Thornton Wilder

## Hoorspelen
- 1953: Sir Michaels Abenteuer – Regie: Ludwig Cremer
- 1965: Duell um Aimée – Regie: Heinz-Günter Stamm
- 1965: Der erste Frühlingstag – Regie: Heinz-Günter Stamm
- 2000: Hochzeit in Las Vegas – Regie: Annette Kurth

## Synchronisatie
| Jaar | Filmtitel                         | Rol                  | Acteur              | Jaar van opname |
| ---- | --------------------------------- | -------------------- | ------------------- | --------------- |
| 1948 | Laura (eerste synchronisatie)     | Laura                | Gene Tierney        | 1944            |
| 1949 | Im Zeichen des Zorro              | Inez Quintero        | Gale Sondergaard    | 1940            |
| 1949 | Die Freibeuterin                  | Helen Chester        | Margaret Lindsay    | 1942            |
| 1950 | Der Seeräuber                     | Margaret Denby       | Maureen O’Hara      | 1943            |
| 1950 | Christopher Columbus              | Beatriz de Peraza    | Linden Travers      | 1949            |
| 1950 | Buffalo Bill – Der weiße Indianer | Luisa Frederici Cody | Maureen O’Hara      | 1944            |
| 1950 | Robin Hood, König der Vagabunden  | Maid Marian          | Olivia de Havilland | 1938            |
| 1950 | Die Königin vom Broadway          | Sally Elliot         | Rita Hayworth       | 1942            |
| 1950 | Piraten im karibischen Meer       | Loxi Claiborne       | Paulette Goddard    | 1942            |
| 1952 | Frauenraub in Marokko             | Mahla                | Jody Lawrence       | 1951            |
| 1952 | Grenzpolizei in Texas             | Helen Fenton         | Gale Storm          | 1952            |
| 1967 | Der blutige Westen                | Dakota Lil           | Joan Caulfield      | 1966            |

## Discografie

### Albums
- 1965: Wir machen Musik – nieuwe opnamen 1965, Baccarola
- 1976: Ilse Werner – nieuwe opnamen 1976, Hansa
- 1984: Gepfiffen klingt's so – met Hady Wolff op het elektronische Böhm-orgel, Elite Special
- 1999: Ilse Werner (Best-of-Album) ZYX Music.
- 2011: Ilse Werner - Pfeifen muß ich (diverse uitgebrachte platen 1944-1953 plus één onuitgebrachte opname. Edition Berliner Musenkinder, duo-phon.)

### Singles
- 1940: Die kleine Stadt will schlafen geh'n / Wenn du einmal ein Mädel magst – Odeon, O-26435 a/b
- 1941: Ja, das ist meine Melodie / Keiner singt wie Eduard – Odeon
- 1941: Sing ein Lied – wenn du mal traurig bist – Odeon, O-26447
- 1942: Du und ich im Mondenschein / Das wird ein Frühling ohne Ende – Odeon, O-26467 a/b
- 1942: Wir machen Musik / Wann wirst du wieder bei mir sein? – Odeon, O-26543 a/b
- 1942: Ich hab Dich und Du hast mich... – Odeon, O-26544 b
- 1943: Otto / Wer pfeift was – Odeon, O-26624 a/b
- 1943: So geht’s nicht weiter! – Odeon, O-26575 a
- 1957: Südwind (Batavia Duo) – Heliodor (78 0094 A)
- 1957: Großstadt-Melodie / Siebenmal – Philips
- 1959: Eine Liebe ohne Ende / Baciare – Ariola
- 1959: Nur aus Verseh’n / Ein glückliches Mädchen – Ariola
- 1959: Nick Nack Song / Liebe (Love Is All We Need) – Ariola
- 1960: Capito / Ein bißchen Seligkeit – Ariola
- 1960: Das kann sich alles noch ändern / Cowboy, nimm deinen Hut – Ariola
- 1961: Kleiner Fink / Karussell d’Amour – Ariola
- 1961: Wir machen Musik / Ich hab’ dich und du hast mich – Odeon
- 1962: Oh Polly Ticca / Die piekfeine Lady – Ariola
- 1962: Tino, es liegt nicht am Vino / Tango-Taverne – Ariola
- 1963: Ich möchte auch mal nach Paris / Herzeli – Telefunken
- 1971: Was sind schon 50 Jahre / So war es – Ariola
- 1986: Die Sanduhr des Lebens / Musik wird’s immer geben – Esperanza
- 2003: Das Leben kann viel schöner sein (Duett mit Bert Beel) / Und über uns der Himmel (Solo) / Tanz mit mir durch die Nacht (Bert Beel) – Rubin Records, maxi-cd

## Hit in Duitsland
- 1960: Baciare